# Protiste
Regnul Protista este un grup parafiletic eterogen de microorganisme eucariote cu organizare celulară simplă. Acestea pot fi fie organisme unicelulare, fie pluricelulare; nu prezintă țesuturi specializate superioare.  În arborele filogenetic al organismelor eucariote, protistele au format grupuri monofiletice separate, sau au inclus membrii care sunt strâns înrudite cu oricare din celelalte 4 regnuri de eucariote. 
Termenul a fost propus de Ernst Haeckel în 1866 pentru a caracteriza toate organismele fără o structură complexă, care nu puteau fi clasificate nici ca animale, plante sau fungi.

## Caracteristici generale
Deși populează, în mod special, mediul acvatic, unele protiste trăiesc în mediul umed sau în corpul plantelor și animalelor. Locomoția se realizează cu ajutorul flagelilor, pseudopodelor sau a cililor; au nutriție autotrofă sau heterotrofă (excepție fiind euglena verde, care este mixotrofă).
Înmulțirea este asexuată sau sexuată.

## Clasificare
Criteriul de clasificare îl constituie modul de nutriție. Astfel, sunt:

### Protiste asemănătoare cu plantele

#### Euglene
| 1. Nucleu 2. Cloroplast 3. Vacuola digestivă 4. Vacuola pulsatilă 5. Cinetostom | 6. Rezervoar 7. Flagel scurt 8. Senzor de lumină 9. Stigmă 10. Flagel |

1. Nucleu
2. Cloroplast
3. Vacuola digestivă
4. Vacuola pulsatilă
5. Cinetostom6. Rezervoar
7. Flagel scurt
8. Senzor de lumină
9. Stigmă
10. Flagel

Euglena este un gen comun al Protistelor flagelate, Euglénophytes sp., și sunt deseori prezente în apa (în special apa dulce, dar sunt și câteva specii marine) bogată în nutriente.
Lungimea celulei variază de la 20 la 300 µm și are o formă tipică cilindrică, ovală sau fusiformă, cu un singur flagel. Cloroplastele euglenei are un verde-deschis ramificat (în formă de stea), deși unele specii sunt fără culoare.
Euglena se înmulțește prin diviziunea directă longitudinală a celulei. Nu există reproducere sexuată cunoscută.
Au fost descrise peste 100 de specii de Euglenă. Marino et al. (2003) au revizuit genul pentru a constitui un grup monofiletic.
Euglenele sunt specii mixotrofe, adică acestea se pot hrăni atât heterotrof, prin fagocitoză, cât și autotrof, prin fotosinteză. Cloroplastele Euglenei permit fotosinteza, conținând în cloroplaste clorofila a și b, iar când nu este prezentă lumina, aceasta se hrănește heterotrof. Substanțele hrănitoare pătrund prin osmoză pe toată suprafața corpului. Experimentele arată că acestea pot pierde coroplastele sub anumite condiții; dacă se adaugă un antibiotic, precum streptomicină, în mediul de cultură a Euglenei, diviziunea cloroplastului este inhibată, dar diviziunea celulară nu este afectată.
Dacă în mediul acestora lipsește apa, euglena se înconjoară cu un perete celular protector, menținându-se într-o stare hibernală până la apariția umezelii. Euglena mereu înoată către lumină, deoarece acolo crește probabilitatea de a găsi hrană. Această orientare este posibilă datorită stigmei, un organit celular prezent la mai multe alge. În afara de luminozitate, euglena poate, de asemenea, percepe temperatura.
Ca structură, acestea prezintă un perete celular, protoplasmă, un singur nucleu, flageli, pirenoid, vacuole contractile, stigmă, precum și plastide. Vacuolele controlează nivelul de salinitate a celulei euglenei
Euglenele se pot găsi în ape sărate, dulci (cel mai des), precum și în orice mediu umed bogat în substanțe organice. 

#### Alge

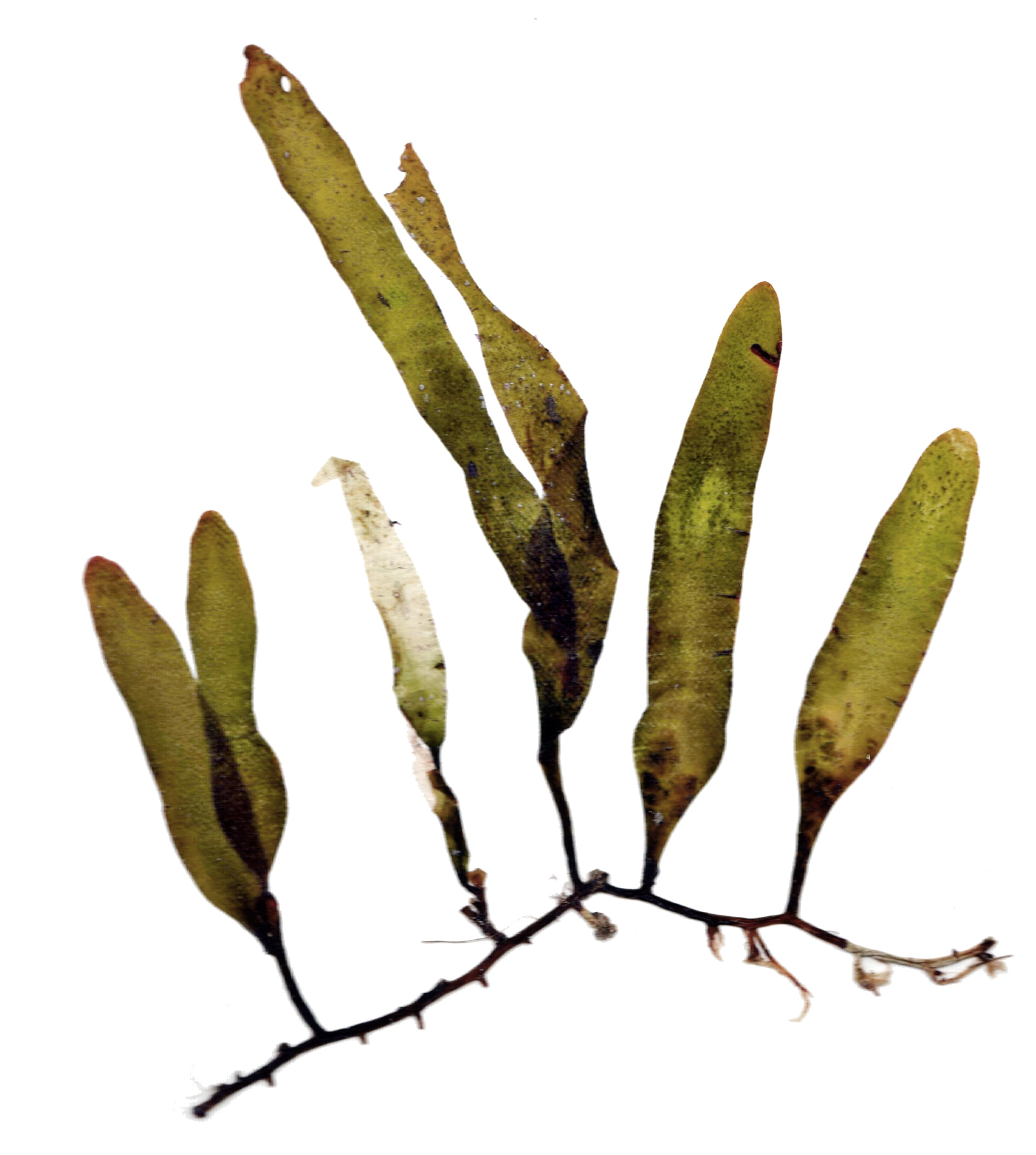
Alga verde.

Algele constituie un grup diversificat, în care intră algele propriu-zise — verzi, roșii și brune — și algele aurii  — diatomeele. (A se observa că algele albastre-verzi nu sunt trecute în Regnul Protista deoarece sunt procariote.)
Algele verzi desemnează un grup de alge a căror pigmenți fotosintetici principali sunt clorofila, a și b, și pigmenți xantofili și carotenici. Unele alge verzi, Streptophyta, sunt originea plantelor terestre; această ipoteză este confirmată de prezența clorofilei și similarității a diferitelor părți ale plantei și algei, și de studiile filogenetice.
Algele verzi nu formează un coerent complet, ele sunt reprezentate de diferiți taxoni ce sunt înrudiți filogenetic. Acestea prezintă caractere generale: trăiesc în ape dulci sau salmastre, pe soluri sau în locuri umede, au tal și se hrănesc autotrof. Predomină pigmentul verde datorită cloroplastului; nutrienții sunt depozitați sub formă de amidon în plastidă și în stromă. Reproducerea este, în principal, sexuată, dar poate fi și asexuată prin zoospori.

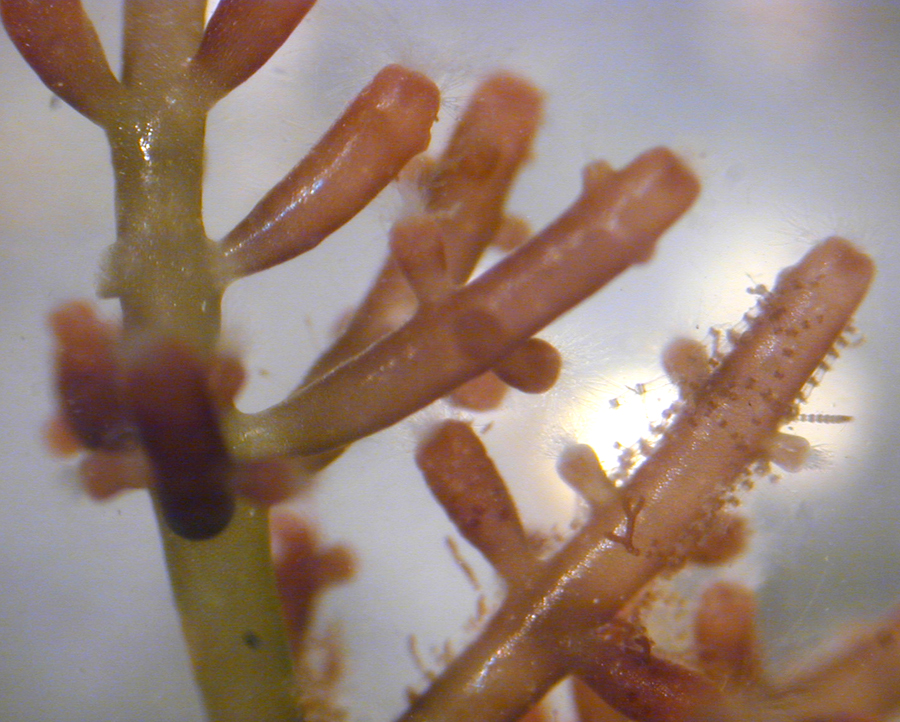
Alga roșie

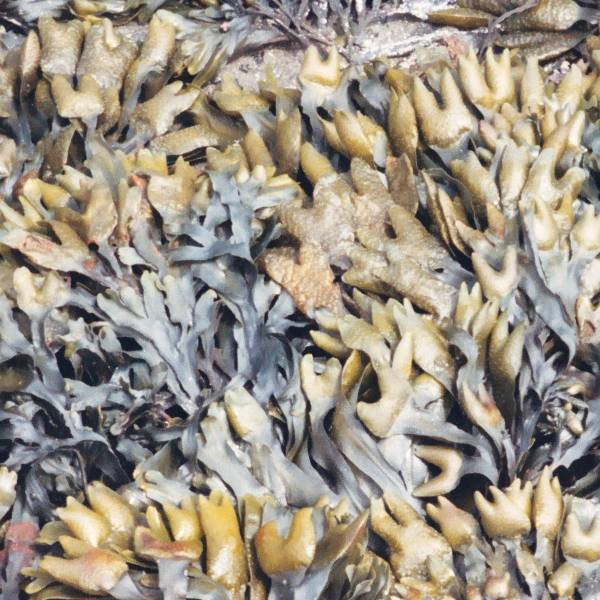
Alga brună

Algele roșii (Rhodophyta) grupează aproximativ 6000 specii și a căror caracteristică comună este prezența pigmentului roșu numit ficoeritrină. Marea majoritate a algelor roșii sunt eucariote multicelulare. Își depozitează nutrienții sub formă de amidon floridean (sub formă de vezicule în cadrul citoplasmei celulare), iar peretele celular este alcătuit din pectină și celuloză. Conțin ficobiliproteină: ficoeritrină, ficocianină și aloficocianină, ce se găsesc în corpusculi, numiți ficobelizomi, iar clorofila este de tip a.

Algele brune (Phaeophyceae) cuprind aproximativ 1500 specii și a căror caracteristică majoră este prezența pigmentului fucoxantină și a clorofilei de tip a și c. Acestea au un tal relativ mare, putând ajunge până la 60 m. Peretele celular este format din sulfați fucani și acid alginic și nu prezintă amidon ca substanță de rezervă. Reproducere asexuată prin spori flagelați, respectiv sexuată prin gameți masculini flagelați.

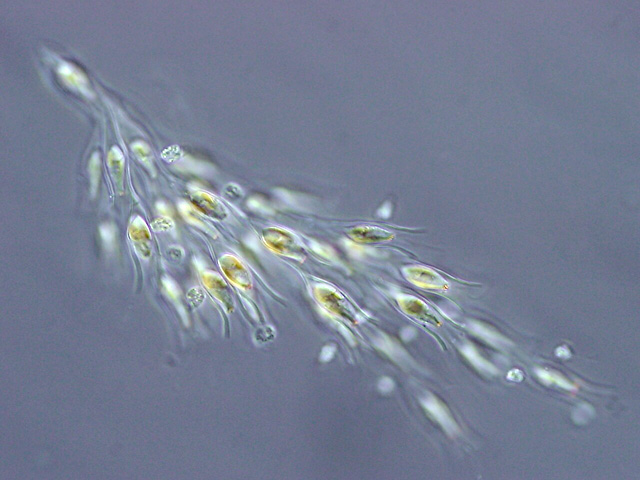
Diatomee.

 Diatomeele sunt unele din cele mai comune tipuri de fitoplancton. Majoritatea sunt unicelulare, deși pot trăi în colonii sub formă de filament sau funde. Ele sunt producătorii lanțului trofic. O trăsătură aparte a celulei diatomeei constă în aceasta fiind învelită într-un perete celular unic, format din dioxid de siliciu hidratat. Acesta se compune din două părți asimetrice, cu o fisură între ele - de unde și numele algei. Dovezile fosile sugerează că originează din timpul, sau înaintea, perioadei jurasice. Diatomeele sunt folosite pentru monitorizarea condițiilor mediului și în studiul calității apei.

### Protiste asemănătoare cu animalele

#### Sarcodine(Rizopode)
Grupul Sarcodinelor cuprinde amibele, radiolarii și foraminiferele, care emit pseudopode pentru deplasare și înglobarea particulelor de hrană.

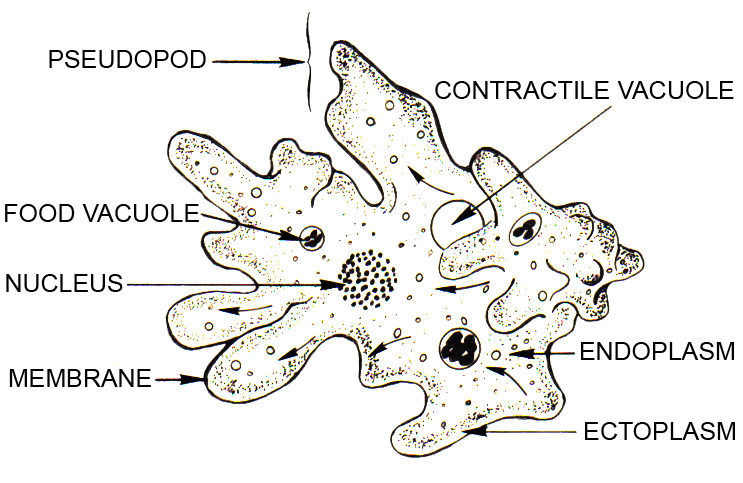
Amoeba proteus.

Deja-cunoscuta specie, Amoeba proteus, se găsește printre vegetația în descompunere de la fundul pârâurilor de apă dulce sau a iazurilor, dar există și numeroase amibe parazite (unele parazitează omul, producând boli); Amibele sunt identificate prin abilitatea lor de a forma extensii citoplasmatice numite pseudopode, sau „picioare false”, cu care se mișcă. Acest tip de deplasare este considerat a fi cel mai primitiv mod de locomoție la animale.  Endoplasma conține vacuole digestive, un nucleu granular și o vacuolă pulsatilă transparentă. Amoeba nu are gură sau anus; hrana este înglobată și materia excretată prin orice punct al suprafeței celulei, astfel hrănirea este prin fagocitoză. Pe timpul perioadelor cu vreme nefavorabilă amiba se închistează: devine circulară, pierde mare parte din apă și secretă o membrană închistată, care servește drept înveliș protector. Înmulțirea este exclusiv asexuată.

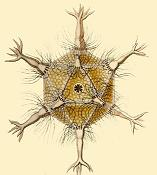
Radiolar.

Radiolarii se disting prin segregarea anatomiei lor delicate într-o capsulă centrală, ce cuprinde endoplasmul, și ectoplasmul înconjurător; au schelet silicios majoritatea speciilor. Capsula este închisă intr-o membrană și conține nucleul, mitocondriile, aparatul Golgi, vacuolele, lipidele și rezervele de hrană. Reproducerea, respirația și sinteza biochimică sunt îndeplinite de acea capsulă centrală. Radiolarii fac parte din planctonul marin; nutriția lor constă într-o mare varietate de zooplancton, dar și unele specii de fitoplancton, precum diatomeele, cocolitoforele și dinoflagelatele. Pot consuma, de asemenea, bacterii sau grohotiș organic. Înmulțirea lor este puțin documentată; au fost raportate fisiunea binară, fisiunea multiplă și înmugurirea.

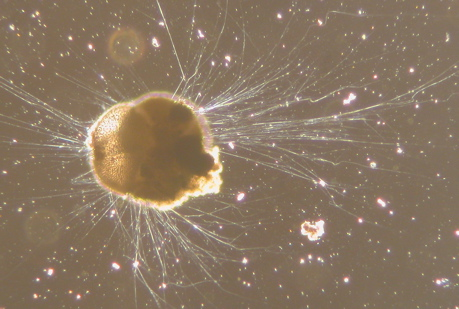
Foraminifer.

Foraminiferele sunt sarcodine unicelulare cu cochilii. Acestea sunt divizate în cămăruțe, care sunt adăugate treptat în timpul creșterii, iar cele mai simple forme sunt tuburi deschise sau sfere goale. Depinzând de specie, cochilia poate fi făcută din compuși organici, boabe de nisip și alte particule cimentate împreună ori din calcit cristalin. Un singur individ poate măsura de la 100 μm până la 20 cm lungime și poate avea unul sau mai mulți nuclei în celulă. Foraminiferii se mișcă, pentru a-și prinde prada, cu o rețea de extensii subțiri a citoplasmei numite reticulopode, similare pseudopodelor amibei, dar mult mai numeroase și mai fine. Reproducerea este asexuată, prin diviziune în mai mulți gameți.

#### Zoomastigine(Zooflagelate)
Zoomastiginele reprezintă un grup de protiste asemănătoare animalelor. Acestea sunt flagelate.  Hrănirea este exclusiv heterotrofă, trăiesc fie libere în mediul acvatic bogat în substanțe organice, unde își dobândesc nutrienții prin difuzie, fie ca parazit în cadrul unei gazde. Pot fi unicelulare sau pot forma colonii. Au pseudopode cu rol în deplasare și înglobarea particulelor de hrană. Sunt printre primele eucariote care au apărut. Reproducerea poate fi asexuată (prin fisiune binară), fie sexuată (doar unele specii). Nu prezintă mitocondrii. Unele specii sunt parazite si periculoase, precum Trypanosoma.

#### Ciliofore
Filum Ciliophora: cuprinde protozoare heterotrofe care au ca organite de miscare cilii, prezenti pe toata suprafata membranei. In cadrul acestui grup reproducerea sexuata se realizeaza prin conjugare, proces prin care are loc un schimb de material nuclear intre doi indivizi uniti prin intermediul unei punti citoplasmatice.
Cilioforele reprezintă un grup de protiste asemănătoare animalelor. Există aproximativ 8.000 specii de ciliofore. Acestea sunt caracterizate de prezența unor organite, numite cili, care participă la locomoție si la obținerea hranei. Pot atinge dimensiuni foarte mari comparativ cu alte protozoare: până la 2 mm. Hrănirea este exclusiv heterotrofă, trăiesc libere în mediul acvatic (majoritatea trăiesc în ape dulci, dar pot fi întâlnite și specii de apă sărată), precum și în soluri umede.
Acestea sunt polinuclarea: conțin un micronucleu diploid, responsabil cu reproducerea sexuată, precum și un macronucleu poliploid, responsabil cu regularea activităților celulare.  Reproducerea poate fi asexuată (prin fisiune) sau sexuată.
Exemple de ciliofore: Didinium, Paramecium, Stentor, Suctoria, precum și Vorticella.

#### Sporozoare
Sporozoarele reprezintă un grup de protiste asemănătoare animalelor, ce fac parte din încrengătura Apicomplexa. Sunt cunoscute în jur de 25.000 specii. Acestea nu prezintă organite de locomoție, precum cilii sau flagelii.  Hrănirea este exclusiv heterotrofă. Toate sporozoarele sunt organisme parazite, care își dobândesc nutrienții pe seama altor organisme. Au un ciclu de viață complex, care implică mai multe gazde. Sunt unicelulare.
Acestea posedă un apicoplast și un complex apical, care le permite să infecteze gazdele.
Majoritatea sporozoarelor sunt haploide. Reproducerea este asexuată, prin spori, și sexuată, prin microgameți masculini și macrogameți feminini. Aceste prezintă gametogamie, care este urmată de producerea sporilor.  În plus, la unele sporozoare poate fi întâlnită sporogonia.
Exemplu, Plasmodium vivax, Toxoplasma gondii.

### Protiste asemănătoare cu fungii

#### Oomicete
Oomicetele sunt un grup de protozoare unicelulare și filamentoase, asemănătoare cu fungii, motiv pentru care au fost incluse multă vreme în regnul Fungi. Prezintă multe caracteristici ale fungilor, precum absorția substanțelor în celule prin difuziune și hrănirea cu materie organică aflată în descompunere. Au fost identificate până în prezent în jur de 500 specii de oomicete. Acestea sunt răspândite în mediile acvatice dulci, lângă materii organice aflate in descompunere, precum și în diferite organisme-gazdă (oomicetele parazitare).
Peretele celular a celulelor nu este alcătuit din chitină, precum la fungi, ci dintr-un amestec de compuși celulozici și din glican. Nucleii sunt diploizi.
Exemple de oomicete: Phytophthora infestans

#### Mixomicete
Mixomicetele sunt un grup de protozoare unicelulare, care se reproduc prin spori, asemănătoare cu fungi, motiv pentru care au fost incluse multă vreme în regnul Fungi. Prezintă multe caracteristici ale fungilor, precum absorția substanțelor în celule prin difuziune (destul de rar întâlnită) și hrănirea cu materie organică aflată în descompunere. Este dificil de spus, dacă mixomicetele sunt organisme unicelulare sau dacă sunt pluricelulare. Au fost identificate până în prezent în jur de 1000 specii de mixomicete. Acestea sunt răspândite pe soluri umede și neluminate, precum și pe resturi vegetale aflate în descompunere (ex: trunchiul unui copac). Mixomictele sunt bacteriofage active și au un rol în menținerea echilibrului bacterian a solului.
Mixomicetele formează un plasmodiu, o substanță asemănătoare citoplasmei, cu multe nuclee. Ciclul de viață a mixomicetelor reprezintă o alternanță a formelor unicelulare și a fazelor pluricelulare. Mixomicetele se hrănesc în special prin fagocitoză. Au un perete celular alcătuit din celuloză.
Se reproduc asexuat prin spori.

## Organizare
Celula protozoară este alcătuită din membrană, citoplasmă și nucleu.
Unele protozoare prezintă organite de mișcare numite cili sau flageli. Altele se deplasează prin emiterea de pseudopode (piciorușe false).
În citoplasmă există următoarele organite celulare: mitocondrii, Aparat Golgi, ribozomi, vacuole digestive, centrozomi, vacuole contractile/pulsatile, vezicule cu substanțe de rezervț (lipide, glicogen), reticul endoplasmatic.
Nucleul poate fi unic sau multiplu.
Forma chistică nu prezintă cili, membrana este mult îngroșată, organitele se reduc, metabolismul se reduce, persistând nucleii și o mare cantitate de substanțe de rezervă.

## Reproducere
Unele protiste se reproduc sexuat, în timp ce altele se reproduc asexuat.
Unele specii, de exemplu Plasmodium falciparum, au un ciclu de viață extrem de complex ce include mai multe forme ale organismului, unele reproducându-se sexuat, iar altele asexuat. Oricum, este neclar cât de des reproducerea sexuată provoacă schimb de material genetic între diferitele tulpini de Plasmodium, iar majoritatea populațiilor de protiste parazitice sunt copii identice care rar fac schimb de gene cu alți membrii ai speciei lor.

## Clasificare
- Clasificare după Systema Naturae 2000
- Clasificare după Georgescu, D., 1997

## Importanță
Unele protiste sunt agenți patogeni la animale sau plante. De exemplu Plasmodium falciparum ce provoacă malaria la oameni și Phytophthora infestans ce provoacă stricarea cartofilor. O cunoaștere în detaliu a protistelor ar putea ajuta la tratarea (mai rapidă) a unor boli.

## Nutriție
Algele sunt autotrofe, celelalte protiste sunt heterotrofe.